# Sylvester Lewis
Sylvester Lewis, né le 19 octobre 1908 à Kansas City dans l'État du Missouri, et mort en mai 1974 à New York, est un trompettiste de jazz américain.

## Biographie
Après avoir commencé sa carrière de jazz à Kansas City, il a prétendu avoir été membre du premier groupe de Bennie Moten, il a joué avec le groupe dirigé par le batteur Herbert Cowens en tournée et à New York en septembre 1928, où il a également enregistré avec Jelly Roll Morton dans un groupe dirigé par Wilton Crawley.